# Kipper (musicista)
Kipper, pseudonimo di Mark Eldridge (...), è un chitarrista, tastierista e produttore discografico britannico, vincitore del Grammy, principalmente conosciuto per le sue collaborazioni con Gary Numan e Sting.
Ha debuttato nel mondo della musica con la sua band personale, i One Nation, scioltasi dopo solo due album. Successivamente, Kipper è stato chiamato a suonare la chitarra nella band di Gary Numan. Ha inoltre prodotto due album in studio per Sting, Brand New Day e Sacred Love. Entrambi gli album sono stati accolti con successo e presentano una fusione moderna di jazz, rock ed elettronica.

## Discografia
- Strong Enough (One Nation) (1990)
- Big Life, Big Tears (One Nation) (1991)
- Machine + Soul (Gary Numan) (1992)
- Dream Corrosion (Gary Numan) (1993)
- Sacrifice (Gary Numan) (1994)
- Dark Light (Gary Numan) (1995)
- Brand New Day (Sting) (1999)
- ...All This Time (Sting) (2001)
- Sacred Love (Sting) (2003)
- Inside the Songs of Sacred Love (Sting) (2004)
- On My Way Here (Clay Aiken) (2008)
- This Is Different (per Bang & Olufsen) (2008)
- Love Eternally (Ewing) (2012)